# Aabenraa Kirkegård
Aabenraa Kirkegård ligger på Næstmark 19 i Aabenraa og hører under Åbenrå Sogn.
Det er en af de 5 Centralkirkegårde i Danmark.
Her ligger 144 britiske og 7 polske flyvere begravet.
4 amerikanere blev efter krigen gravet op og ført væk, enten til USA eller en amerikansk gravplads i Belgien.

## Kendte begravet på Aabenraa Kirkegård
- Jomfru Fanny
- Nikolaj Andersen
- Georg Buchreitz
- Franciska Clausen
- Frits Clausen
- Karl S. Clausen
- H.P. Hanssen
- I.P. Junggreen
- Camma Larsen-Ledet

## Galleri
- Kapellet
- Klokkestabel
- De allierede flyvergrave
- Skt. Hedvig-søstrenes fællesgrave
- Nogle af de tyske (2. Verdenskrig) flygtninges grave
- Tysk mindesmærke for faldne slesvig-holstenere 1850 & 1864